# Parafia Matki Odkupiciela w Wielgolesie Brzezińskim
Parafia Matki Odkupiciela w Wielgolesie Brzezińskim – parafia rzymskokatolicka należąca do dekanatu mińskiego – św. Antoniego z Padwy diecezji warszawsko-praskiej, metropolii warszawskiej. 

## Zasięg parafii
Do parafii należą wierni z następujących miejscowości: Brzeziny, Cisie, Desno, Wielgolas Brzeziński, Wielgolas Duchnowski (od nr 23) i Żwirówka.